# Угловое поле объектива
Углово́е по́ле объекти́ва в простра́нстве предме́тов — плоский угол между двумя лучами, проходящими через центр входного зрачка объектива к наиболее удалённым от оптической оси точкам объекта в пространстве предметов, отображающимся на противоположных краях кадрового окна (полевой диафрагмы). Для ортоскопического объектива при фиксированных размерах кадрового окна угловое поле обратно пропорционально фокусному расстоянию.
По́ле зре́ния объекти́ва — часть пространства предметов, отображаемая объективом или другой оптической системой. В приближённом виде представляет собой конический или четырёхгранный телесный угол с вершиной в центре входного зрачка объектива. Поле зрения зависит от конструкции объектива и может ограничиваться полевыми диафрагмами, например, кадровым окном или блендой. В практической фотографии и кинематографе чаще используется понятие угловое поле объектива.
Максимальное угловое поле всегда меньше, чем у́гол по́ля зре́ния, который равен плоскому углу между линиями, соединяющими центр входного зрачка объектива с наиболее удалёнными от оптической оси точками, отображаемыми с приемлемой резкостью и допустимым виньетированием. Таким образом используется наиболее качественная часть поля изображения, ухудшающегося от центра к краям вследствие аберраций и виньетирования. Величина угла поля зрения определяется конструкцией оптической системы.

## Значение углового поля
В практической фотографии величина углового поля объектива определяет масштаб, в котором отображаются предметы. Чем меньше угловое поле, тем крупнее отображается объект съёмки. Небольшие угловые поля характерны для длиннофокусных и телеобъективов. В то же время, крупные объекты, например здания, могут быть сняты целиком с близкого расстояния только широкоугольным объективом с достаточно большим угловым полем. Нормальные объективы, которыми штатно оснащается большинство фотоаппаратов, обладают угловым полем в пределах 45—60° по диагонали кадра.
Для большинства объективов, которые принято называть ортоскопическими благодаря их незначительной дисторсии, угловое поле однозначно выражается соотношением фокусного расстояния и размеров кадрового окна. Для дисторсирующих объективов (например, типа «рыбий глаз») вычисление углового поля значительно сложнее из-за необходимости учёта искажений. Угол, определяющий поле зрения, может лежать как в горизонтальной плоскости, так и в вертикальной или в плоскости диагонали кадрового окна. В фотографии чаще всего вычисляется диагональное угловое поле, как самое большое из всех, и определяющее минимальный необходимый угол поля зрения объектива. В кинематографе и на телевидении пропорции кадрового окна считаются более важными, и поэтому принимаются в расчёт горизонтальное и вертикальное угловые поля.
В российской и советской литературе угловое поле выражается удвоенным углом {\displaystyle 2\omega } между оптической осью и линией, соединяющей выходной зрачок с крайней отображаемой точкой. В иностранных источниках чаще используется полный угол {\displaystyle \alpha } между линиями, соединяющими противоположные крайние точки. Для ортоскопического объектива, сфокусированного на «бесконечность», угловое поле вычисляется по следующей формуле:
{\displaystyle \operatorname {tg} \omega ={\frac {d}{2f'}}}
где: {\displaystyle \omega } — половина углового поля в заданном направлении; {\displaystyle d} — соответствующий направлению размер кадрового окна; {\displaystyle f'} — заднее главное фокусное расстояние объектива. Например, для диагонали малоформатного кадра, составляющей 43,27 мм, угловое поле нормального объектива с фокусным расстоянием 50 мм составляет 46° 50'. Каждому объективу с постоянным фокусным расстоянием соответствует фиксированное угловое поле. Этот же параметр у зум-объективов изменяется одновременно с фокусным расстоянием. 
При фокусировке на конечные дистанции угловое поле уменьшается в результате выдвижения объектива. Однако, в большинстве случаев этим уменьшением можно пренебречь, поскольку его величина незначительна. Уменьшение углового поля приобретает заметные величины только в случае макросъёмки, когда выдвижение объектива сопоставимо с его фокусным расстоянием.

## Угловое поле в пространстве изображений
Угловому полю в пространстве предметов соответствует угловое поле в пространстве изображений. Последним считается угол между линиями, соединяющими центр выходного зрачка с крайними точками кадрового окна. В иностранных источниках фигурирует полный угол {\displaystyle \alpha '}, тогда как в российских и советских принято использовать удвоенный угол {\displaystyle 2\omega '} между оптической осью и краем кадрового окна. Точно так же углу поля зрения, расположенному в пространстве предметов, соответствует угол поля изображения.
Соотношение угловых полей в пространствах предметов и изображений зависит от коэффициентов преломления среды в каждом из пространств, а также от линейного увеличения во входном и выходном зрачках. В случае однородной среды в обоих пространствах и при симметричной конструкции объектива, угловые поля совпадают. В объективах специальных конструкций угловое поле в пространстве предметов может превосходить этот же параметр в пространстве изображений, или быть меньше него. 
Наиболее известным примером разных угловых полей считаются телеобъективы и широкоугольники ретрофокусного типа, предназначенные для однообъективных зеркальных фотоаппаратов и кинокамер с зеркальным обтюратором. Все телеобъективы обладают угловым полем в пространстве предметов, значительно меньшим, чем в пространстве изображений. Для широкоугольных объективов характерно обратное соотношение. В первом случае конструкция объектива позволяет сохранить небольшие размеры его линз и оправы при большом масштабе изображения. Ретрофокусные широкоугольники дают возможность сохранить за объективом пространство для подвижного зеркала при достаточно широком угловом поле.
Угловые поля разных пространств также не совпадают в телецентрических объективах, один из зрачков которых находится в «бесконечности».